# L'Homme-chat
L'Homme-chat (Der grosse Kater) est un téléfilm germano-suisse réalisé par Wolfgang Panzer et diffusé en 2012.
Il s'agit d'une adaptation du roman éponyme de Thomas Hürlimann,.

## Synopsis
Kater, (le « matou » en allemand), comme l'appellent ses copains, est au sommet de sa carrière. Pourtant, depuis qu'il est arrivé à la présidence de la Confédération suisse, tout va de mal en pis : son jeune fils est atteint d'un cancer, son couple bat de l'aile, son parti se rebelle et sa popularité est en Berne. D'une nature joueuse, il décide de profiter de l'imminente visite officielle du couple royal espagnol pour redorer son blason. Mais c'est compter sans les intrigues qui se trament en coulisses, sous la houlette de son vieil « ami » Stotzer... 
MJI

## Fiche technique
- Titre original : Der grosse Kater
- Réalisation : Wolfgang Panzer
- Scénario : Thomas Hürlimann et Claus Peter Hant
- Pays d'origine :  Allemagne,  Suisse
- Langue : allemand
- Durée : 84 minutes
- Date de diffusion :
  -  France : 6 janvier 2012 sur Arte

## Distribution
- Bruno Ganz : Kater
- Ulrich Tukur : Docteur Stotzer / Pfiff
- Christiane Paul : Docteur Bässler
- Marie Bäumer : Marie
- Moritz Möhwald : Louis
- Martin Rapold : Matti
- Daniel Olivier : André
- Antoine Monot Jr. : Bobo Carluzzi
- Justus von Dohnanyi : Magun
- Edgar Selge : Nuntius